# 柠烯
（俗称柠檬油精）是一种环状单萜烯，室溫下容易揮發，广泛存在于各种柑橘屬果皮及香精油，特别是柠檬油、柠蒿油、橙子油、佛手柑油、莳萝油中。柠烯分子中含有一个手性中心，有左旋柠烯、右旋柠烯光学异构体与一种外消旋体。常温下这两种异构体都为无色有强烈宜人香味的易燃液体，左旋柠烯闻起来有柠檬／松节油味道，而右旋柠烯则有柠檬／橘子味道。

## 生物合成
由牻牛儿焦磷酸（GPP）生成的橙花基碳正离子发生重排、环化后失去一个质子而得。

## 性状
左旋柠烯：即L-柠烯、(S)-(−)-柠烯。CAS号5989-54-8，EINECS号227-815-6，相对密度0.8407（21/4℃），沸点175.5－176.5℃（101.72kPa），折射率1.474，比旋光度 {\displaystyle [\alpha ]_{\boldsymbol {D}}^{19.5}-101.3^{o}\,}，警示性质标准词有：R10, R38, R43, R50, R53，安全性质标准词有：S24, S37, S60, S61。存在于薄荷油、松针油中。
右旋柠烯：即D-柠烯、(R)-(+)-柠烯。CAS号5989-27-5，EINECS号227-813-5，相对密度0.8402（21/4℃），沸点175.5－176℃（101.72kPa），凝固点−95.5℃，折射率1.4743 (21℃)，比旋光度 {\displaystyle {\rm {[\alpha ]_{\boldsymbol {D}}^{19.5}+123.8^{o}\,}}}，警示性质标准词有：R22。存在于柠檬油、蜜柑油、樟脑白油、香橙油等植物精油中。
外消旋体：即左旋柠烯和右旋柠烯的混合物，也称二聚异戊二烯、二聚戊烯、双戊烯、二戊烯（dipentene）。相对密度0.8404，沸点178.64℃，凝固点−95.3℃，折射率1.4744，无旋光性。不溶于水，与乙醇互溶。存在于樟脑白油、杉油、松节油、橙花油、香茅油中。

## 制取
用酸性试剂硫酸氢钾处理松油醇时，可以得到柠烯，同时也会产生少量柠烯的非手性异构体异松油烯。柠烯在工业上主要由天然精油经过分馏或萃取，或者由松节油为原料，取α-蒎烯馏分，将它异构化得到。

## 化学性质
柠烯的化学性质相对比较稳定，可以蒸馏而不分解。(R)-柠烯加热到300℃时发生外消旋化。如果温度更高，则柠烯分解为异戊二烯。
潮湿空气中易被氧化为香芹醇和香芹酮。与硫磺作用失水生成对撒花烃，也会产生硫化氢和一些硫醚。
与无机酸共热时，异构化为有共轭双烯结构的α-松油烯，后者又很容易被氧化，生成有芳香性的对撒花烃。柠烯与顺丁烯二酸酐共热时，可以得到顺酐与α-松油烯发生狄尔斯-阿尔德反应生成的加合物。
柠烯可以发生烯烃的一般反应，其中两个双键可以都发生反应，也可以控制条件只让其中一个双键反应。用无水氯化氢／溴化氢处理时，二取代的烯烃先与卤化氢发生加成；但用mCPBA作环氧化时，三取代的烯烃先被环氧化，生成柠烯氧化物。如果mCPBA过量，则两个双键都被环氧化，得到柠烯二氧化物。
D-柠烯的非环双键可以与三氟乙酸在甲苯中发生反马氏规则加成，反应后用氢氧化钠将三氟乙酸酯水解，便可以得到(S)-(−)-α-萜品醇（松油醇）。
柠烯也可以在无机酸的存在下与水加成，生成α-松油醇和水合萜二醇。
用亚硝酰氯处理柠烯时，柠烯的环内双键与 NO−Cl 加成生成1-氯-2-亚硝基化合物，经互变异构得到α-氯代肟，然后用碱将氯化氢脱去得到不饱和的香芹酮肟，最后将肟用稀硫酸水解，便得到相应的酮——香芹酮。这是工业上制取香芹酮的主要方法。

## 用途
D-柠烯主要被用作制取香芹酮的前体，此外也用作溶剂、清洗剂、除胶剂、调香剂、生物燃料和杀虫剂等。

可溶解發泡聚苯乙烯(保麗龍)。
初步科學臨床實驗數據顯示: D-檸檬烯補充劑或有助於正常的免疫功能及預防癌症等支持作用.

## 危险性
柠烯和其氧化产物（如被空气氧化生成的1,2-柠烯氧化物）对皮肤和呼吸道有刺激作用。
柠烯会在大鼠中引起肾细胞癌，但目前没有足够的证据证明它对人类有致癌性和基因毒性。在国际癌症研究机构的分类中，D-柠烯被列为第3类物质——尚不清楚其对人体致癌作用。而且某些研究者认为柠烯有潜在的抗癌功能，可以被用作功能性添加剂。

### 内文参考资料
1. ↑  Mann, J. C.; Hobbs, J. B.; Banthorpe, D. V.; Harborne, J. B. . Harlow, Essex, England: Longman Scientific & Technical. 1994: 308–309. ISBN 0-582-06009-5.
2. ↑  J. L. Simonsen, The Terpenes Volume I (2nd edition), Cambridge University Press, 1947.
3. ↑  H. Pakdela, D. Panteaa and C. Roy. . Journal of Analytical and Applied Pyrolysis. 2001, 57 (1): 91–107. doi:10.1016/S0165-2370(00)00136-4.
4. ↑  Source: European Chemicals Bureau.
5. ↑  Yuasa, Yoshifumi; Yuasa, Yoko. . Org. Process Res. Dev. 2006, 10 (6): 1231 – 1232. doi:10.1021/op068012d.
6. 1 2  Fahlbusch, Karl‐Georg; Hammerschmidt, Franz‐Josef; Panten, Johannes; Pickenhagen, Wilhelm; Schatkowski, Dietmar; Bauer, Kurt; Garbe, Dorothea; Surburg, Horst, , Wiley, 2003-01-15, ISBN 978-3-527-30385-4, doi:10.1002/14356007.a11_141
7. ↑  Cyclone Power to Showcase External Combustion Engine at SAE Event （页面存档备份，存于）, Green Car Congress, 20 September 2007
8. ↑  EPA R.E.D. Fact Sheet on Limonene （页面存档备份，存于）, September 1994
9. ↑  IARC Monographs on the evaluation of carcinogenic risks to humans 1999, 73-16, 307-27  （页面存档备份，存于）
10. ↑  Crowell, P. L. . The Journal of Nutrition. 1999, 129 (3): 775S–778S. ISSN 0022-3166. PMID 10082788. doi:10.1093/jn/129.3.775S .
11. ↑  Tsuda H, Ohshima Y, Nomoto H;  et al. . Drug Metab. Pharmacokinet. 2004年8月, 19 (4): 245–63  [2009-05-02]. PMID 15499193. （原始内容存档于2009-01-13）.

### 全文参考资料
- E. E. Turner, M. M. Harris, Organic Chemistry, Longmans, Green & Co., London, 1952.
- Wallach, Annalen der Chemie, 246, 221 (1888).
- Blumann & Zeitschel, Berichte, 47, 2623 (1914).
- Source: CSST Workplace Hazardous Materials Information System.
- M. Matura et al., J. Am. Acad. Dermatol. 2002, 33, 126-27.